# Numero di serie

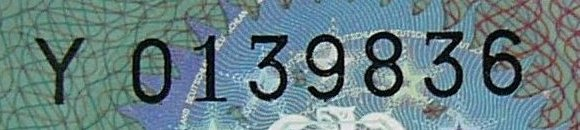
Numero seriale di un documento d'identità

Un numero di serie, numero seriale o seriale è un numero identificativo assegnato in maniera univoca per distinguere un esemplare di una serie, ad esempio una banconota, una carta di credito, un'utenza di un particolare servizio pubblico (energia elettrica, telefono...) o, ancora, un prodotto come uno smartphone, un computer, un'automobile, una lavatrice, un'arma, ecc.
Generalmente si tratta di numeri interi positivi; talvolta in luogo delle sole cifre decimali vengono impiegati genericamente caratteri alfanumerici e/o tipografici diversi.
Il numero di serie viene spesso rappresentato con diversi acronimi, tra i quali il più universalmente noto è S/N (Serial Number); sono usati anche (particolarmente in aviazione, ma non solo) MSN (Manufacturer Serial Number) o C/N (Constructor Number).

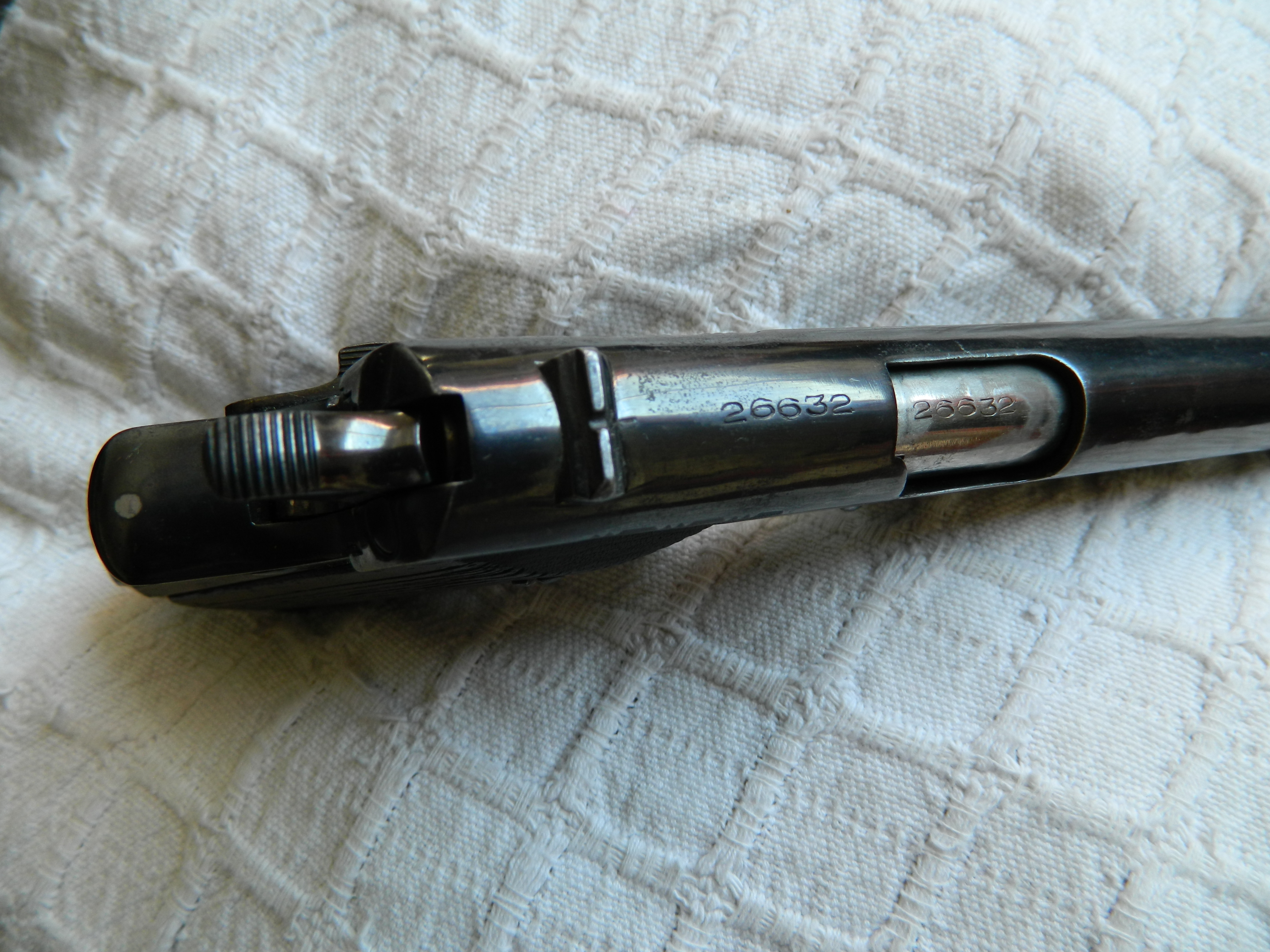
Numero seriale impresso su di una pistola semiautomatica

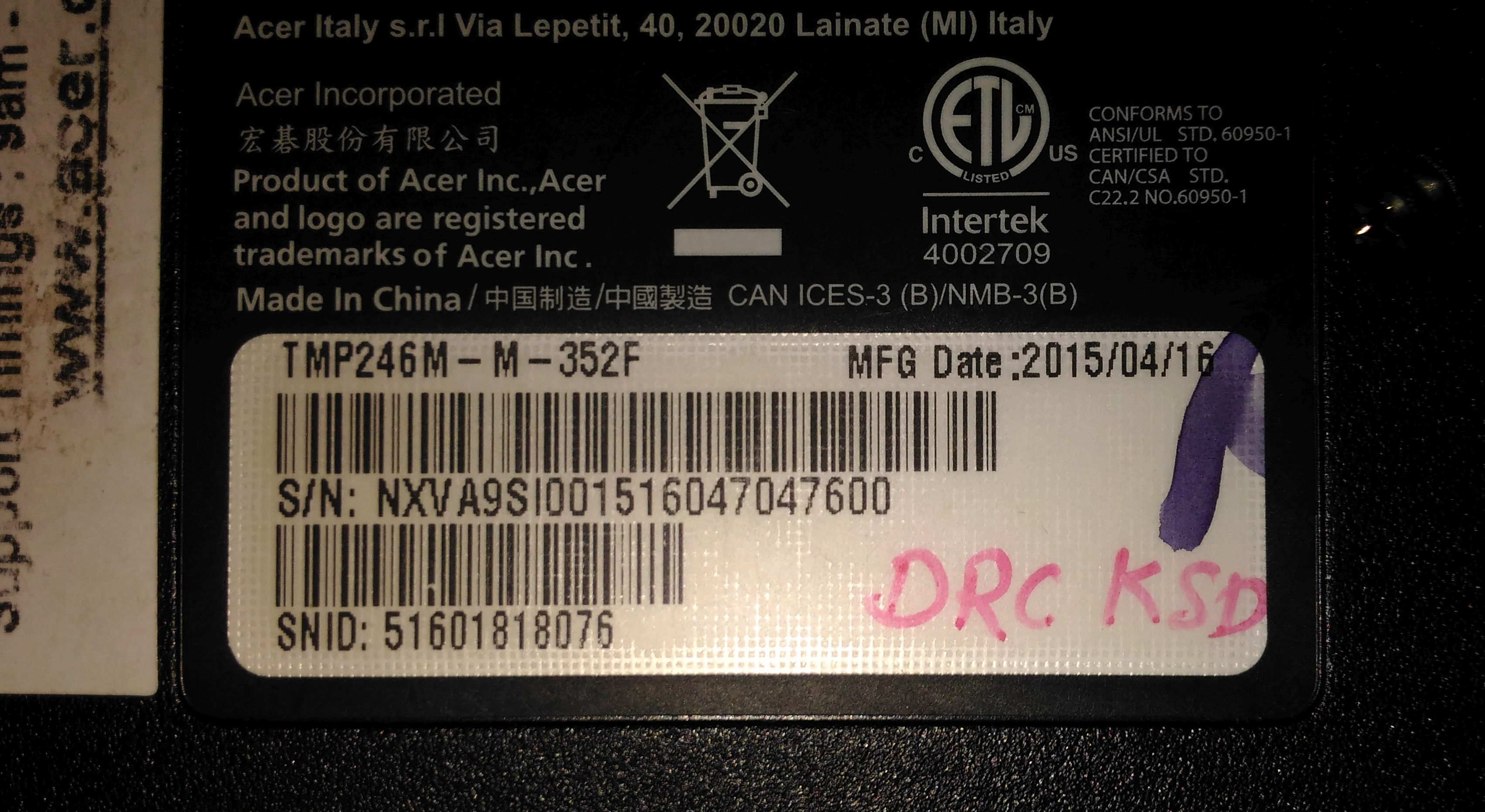
Numero seriale di un computer portatile

## Funzione
I numeri di serie identificano un particolare esemplare di un qualche cosa di materiale o virtuale (beni, prodotti, software...) e sono quindi adatti a diversi utilizzi pratici, come l'origine di difetti, l'appartenenza ad una persona, la prevenzione di contraffazioni e riciclaggi, il tracciamento dell'utilizzo di un'arma, un bene o di banconote, ecc.
Da notare il fatto che, in sistemi complessi (come ad esempio gli smartphones, i computer o le automobili), ad avere un proprio numero di serie può spesso essere non soltanto l'esemplare completo ma anche numerosi suoi sottosistemi e componenti. 

## Applicazioni
Data la funzione identificativa di un singolo esemplare del numero di serie, esso si presta ai più numerosi e svariati utilizzi.
- Determinazione della data di produzione di un esemplare ad esempio a scopi di garanzia o di appartenenza a lotti difettosi.
- Individuazione dell'origine di eventuali difetti riscontrati in determinate partite di prodotti (si può ad esempio facilmente risalire all'allevamento di origine di una partita di latte cagliato grazie a un codice identificativo riportato sul collo di ogni bottiglia, anche se in questo caso sarebbe più corretto parlare di "numero di lotto").
- Verifica della corrispondenza tra il numero di serie ("numero di telaio") della scocca di un'automobile e quello del suo motore, per il contrasto di furti e riciclaggi di componenti automobilistici o la prevenzione di modifiche non omologate.
- Tracciamento del percorso seguito da banconote (o criptovalute) utilizzate in azioni illecite, come il pagamento di partite di droga o il riscatto di un rapimento; il tracciamento può anche essere impiegato nel contrasto di operazioni di riciclaggio di denaro.
- Individuazione, tramite appositi registri, del proprietario di un'arma utilizzata in un delitto.
- Numerosi programmi per computer sono caratterizzati da numeri di serie che l'utente deve inserire per dimostrare l'autenticità della propria copia del software e per impedirne l'utilizzo contemporaneo da più utenti.
- Le riviste e i periodici sono caratterizzati da un codice specifico, l'ISSN; parimenti, i libri presentano generalmente un codice noto come ISBN; entrambi questi utilizzi identificano però non il singolo esemplare (che può avere un proprio numero di serie, diverso dall'ISSN/ISBN, nel caso ad esempio di edizioni limitate/numerate) ma piuttosto il titolo (nel caso di libri) o l'edizione (nel caso di riviste e simili).

## Galleria d'immagini

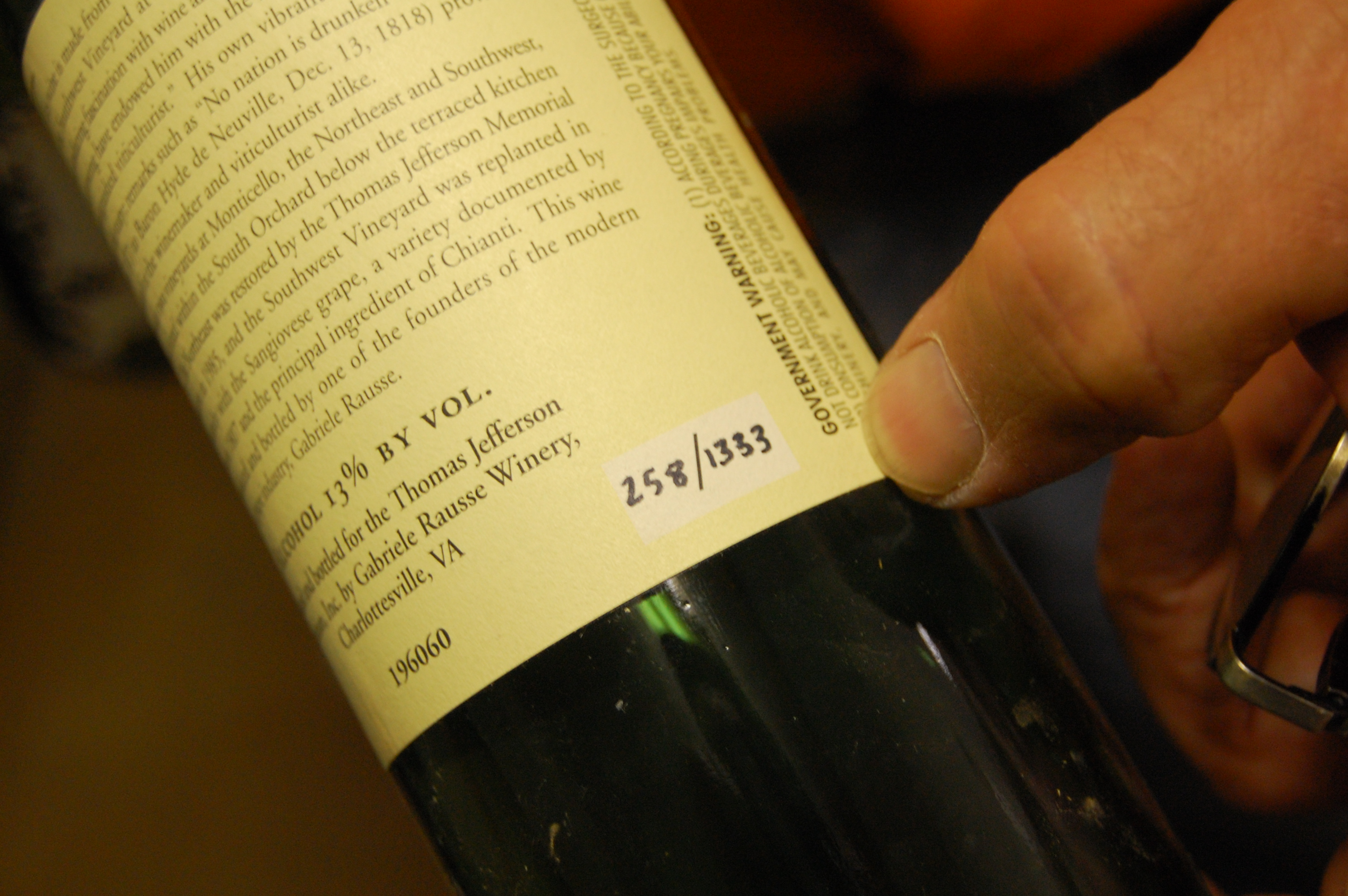
Bottiglia di Monticello Sangiovese numerata a mano (2002)
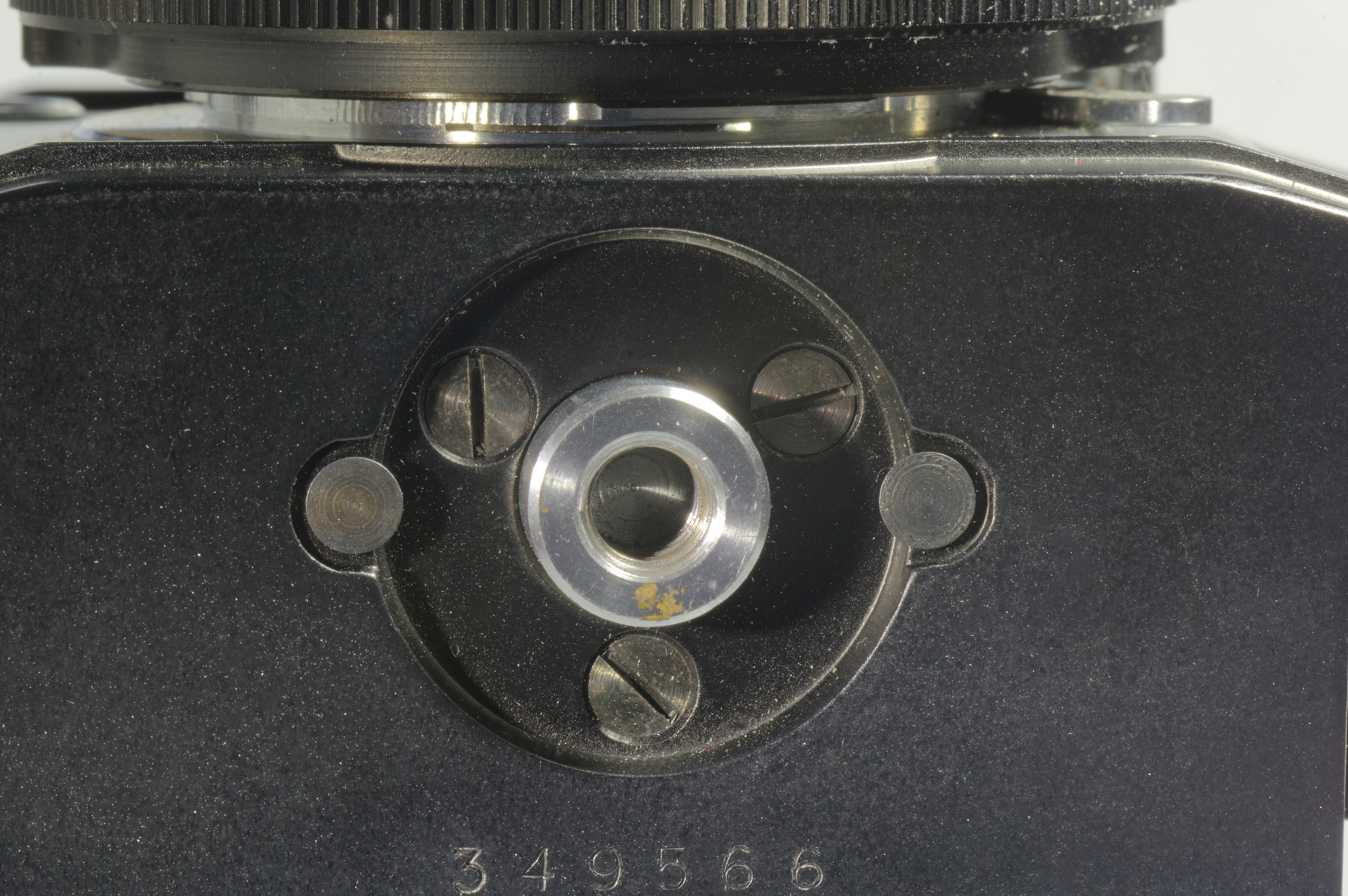
Seriale sul corpo di una macchina fotografica
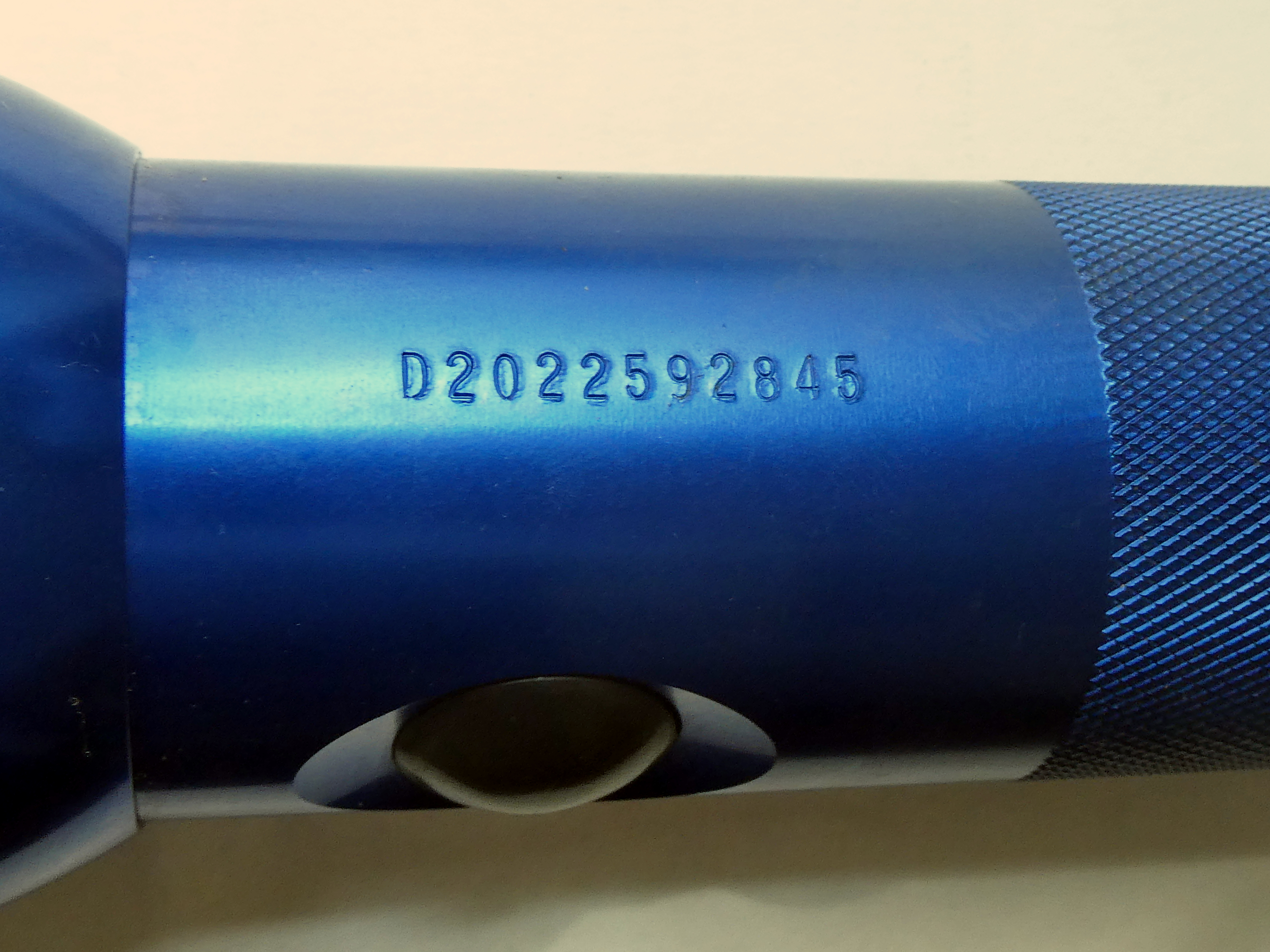
Seriale sul corpo di una torcia elettrica Blue Maglite
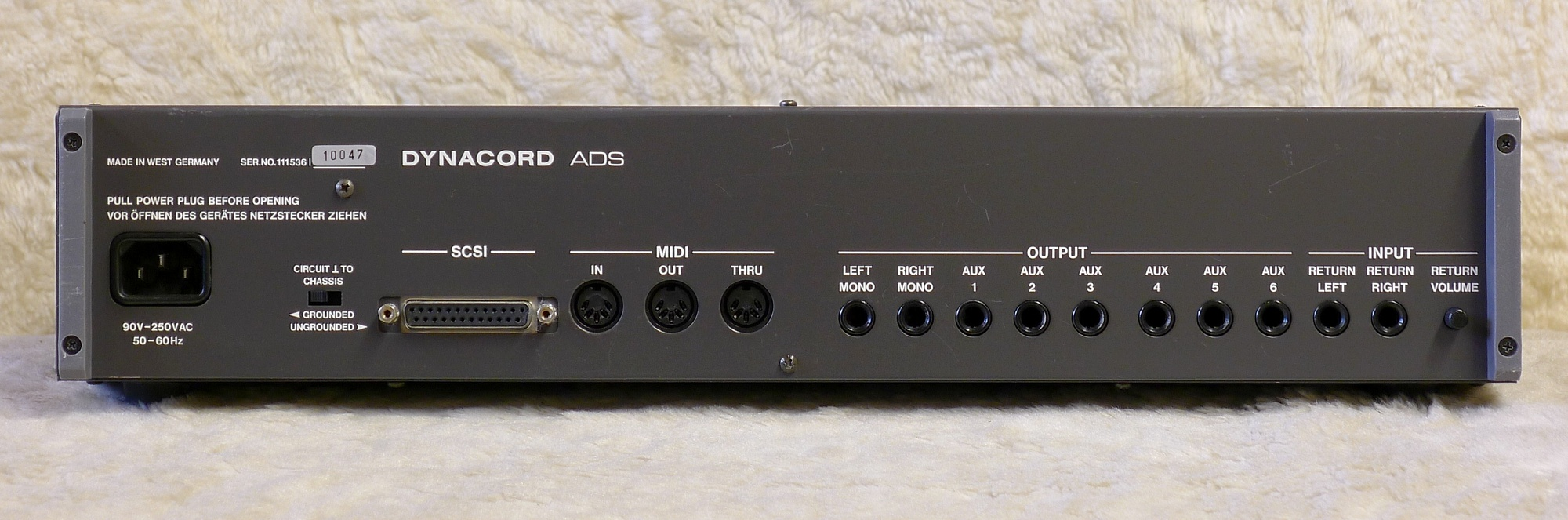
Seriale sul retro di un dispositivo elettronico audio
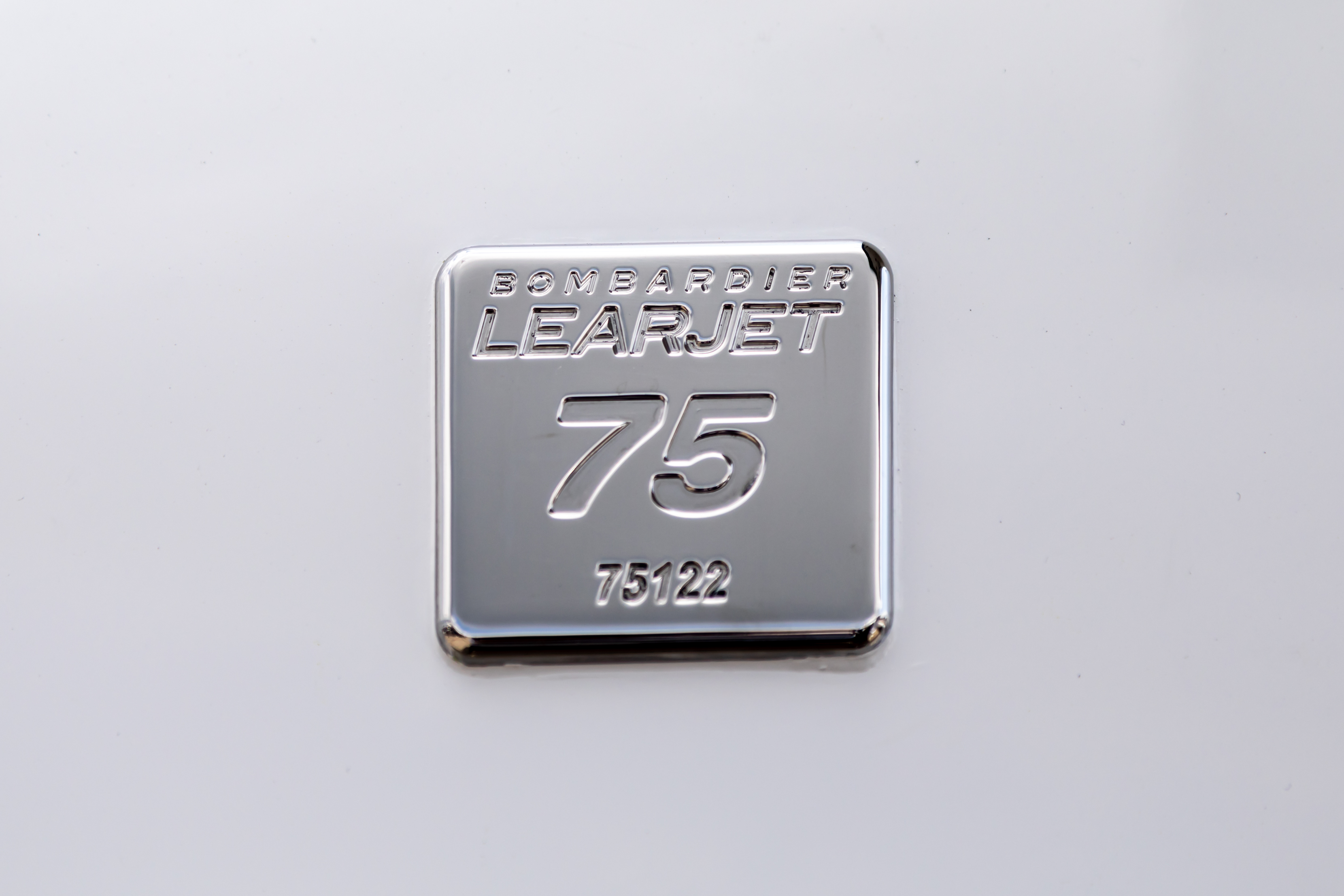
Seriale sulla placca identificativa di un aereo privato Learjet
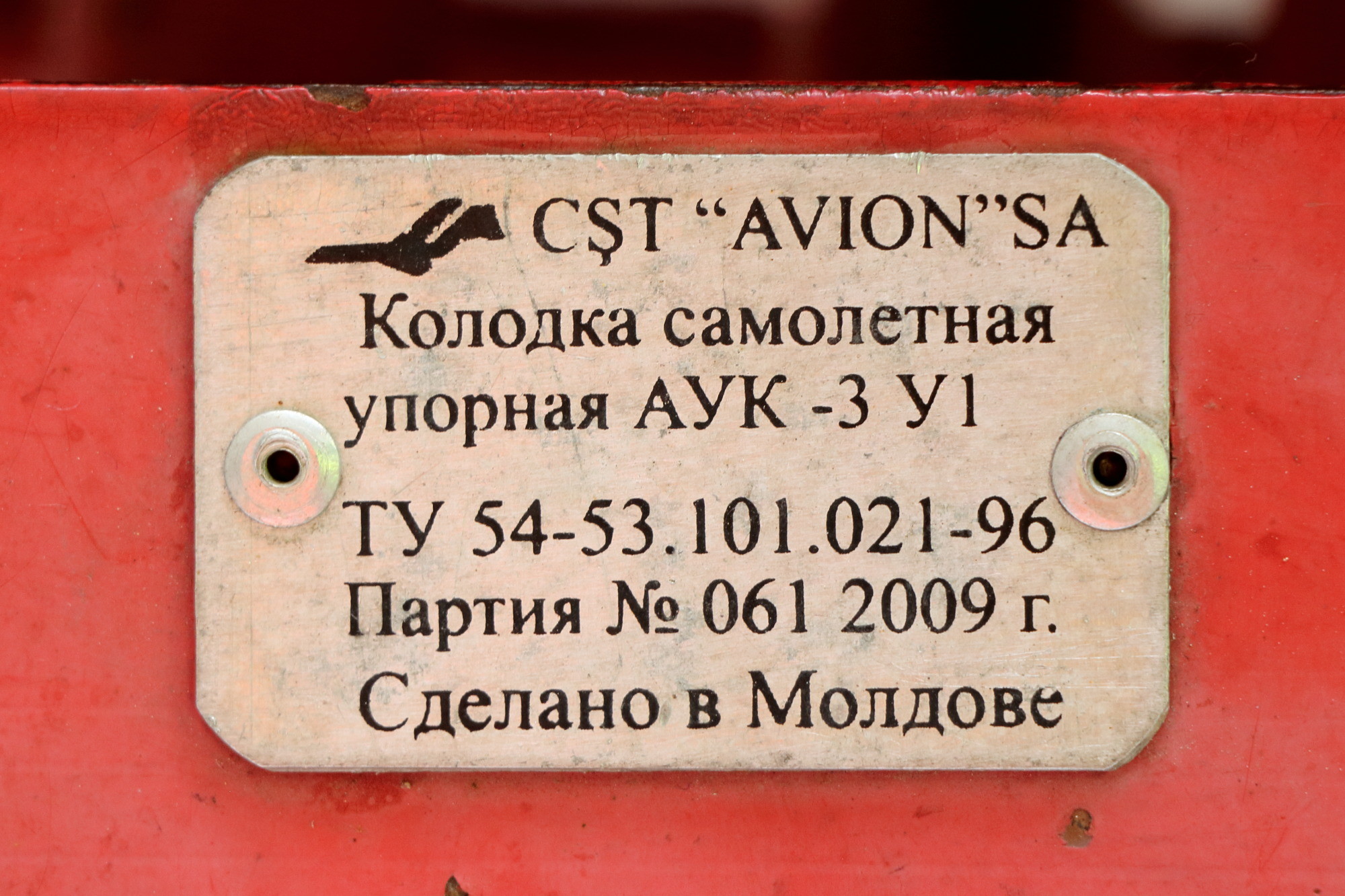
Seriale su di una pasticca di freno aeronautico
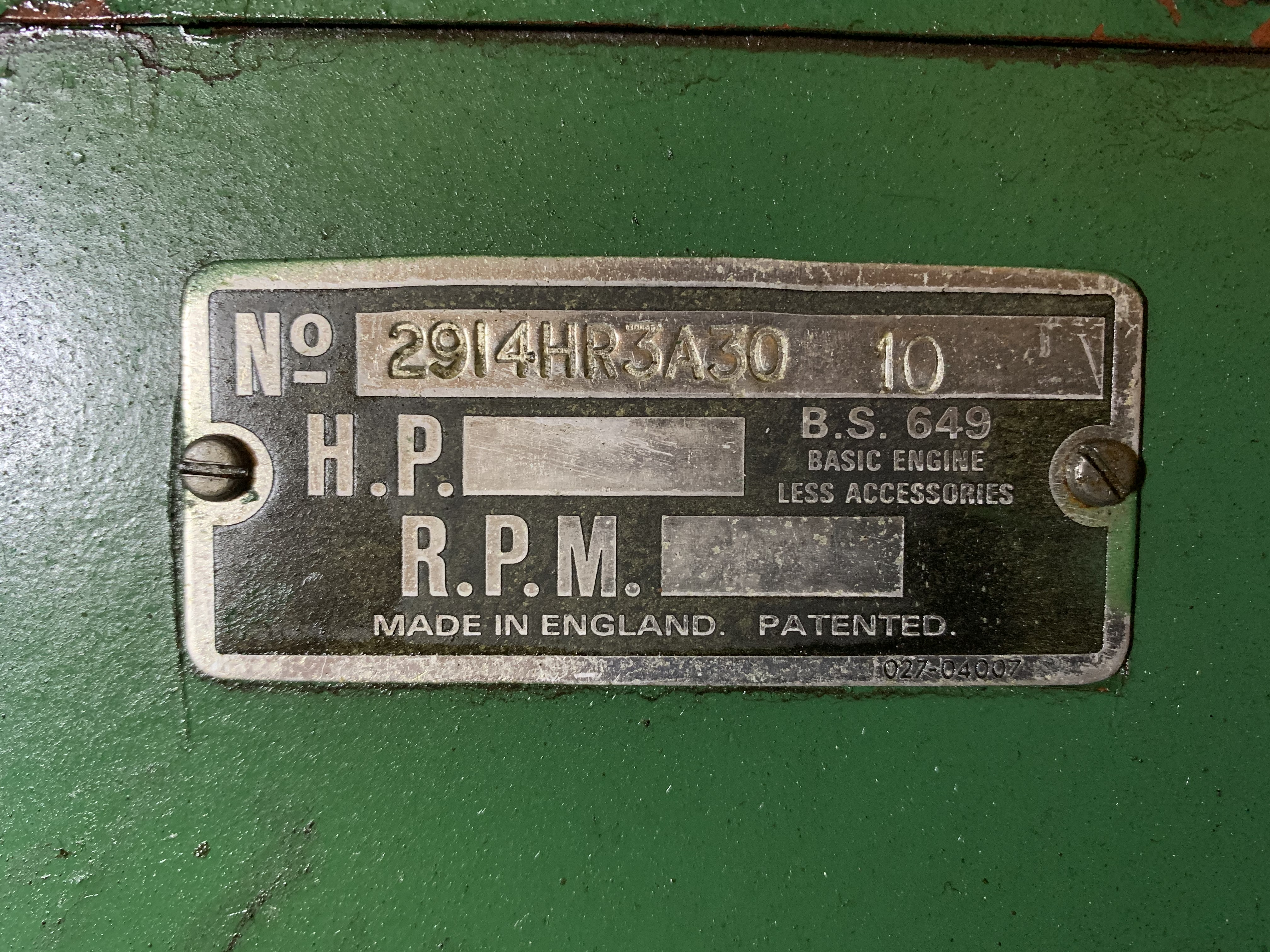
Seriale sulla placca identificativa di un motore d'epoca
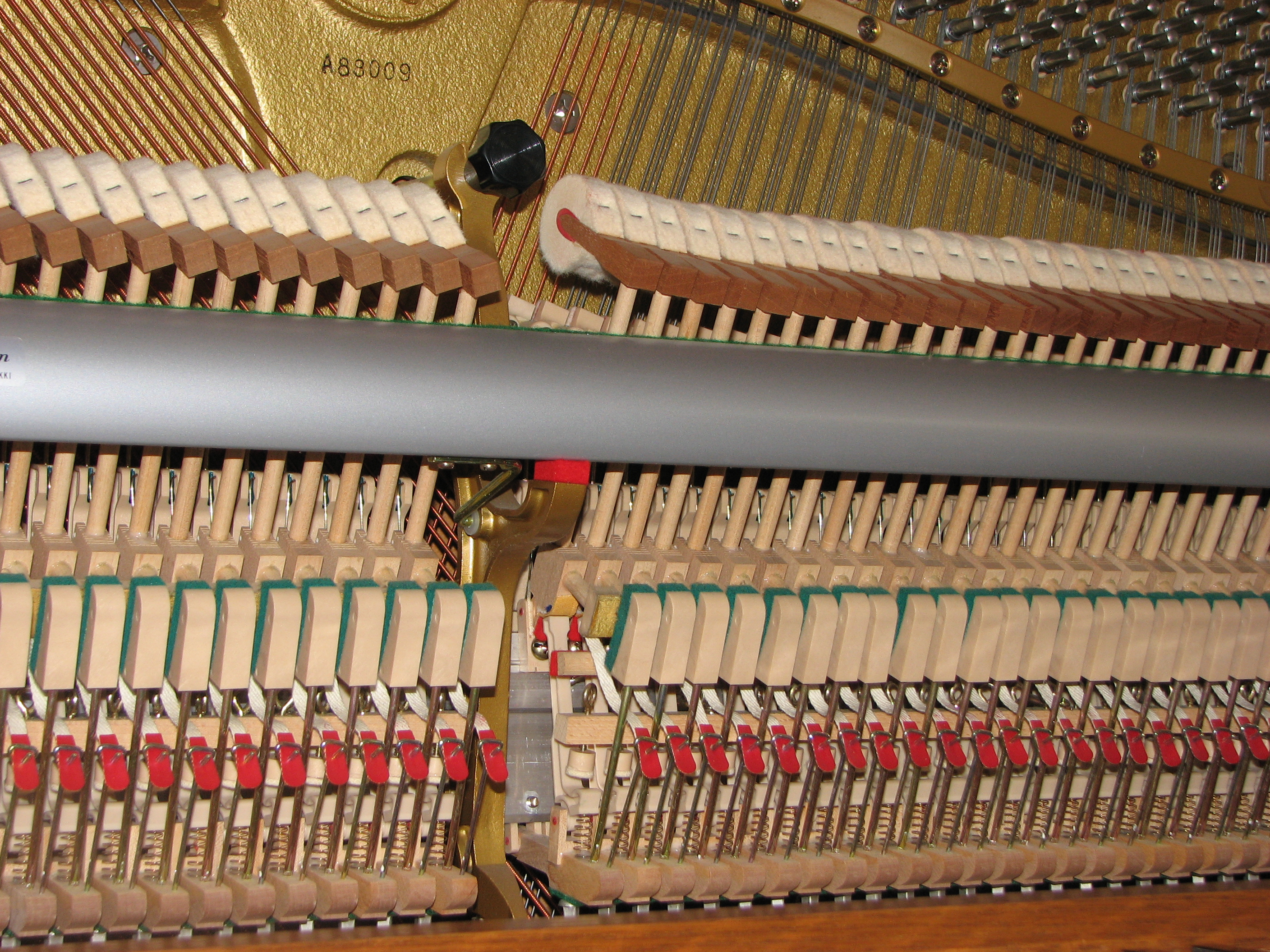
Seriale sul telaio di un pianoforte
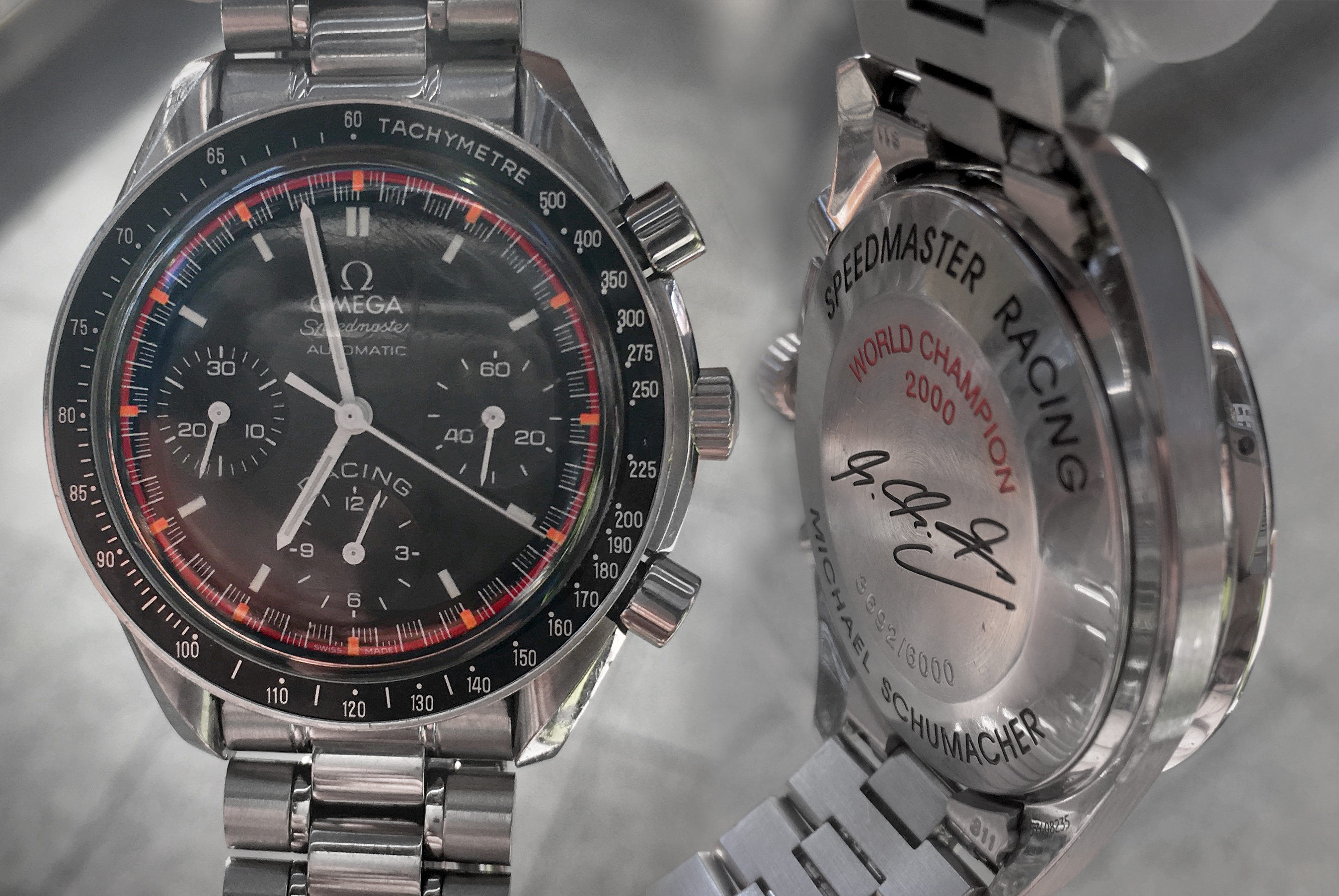
Seriale sul fondello di un orologio da polso
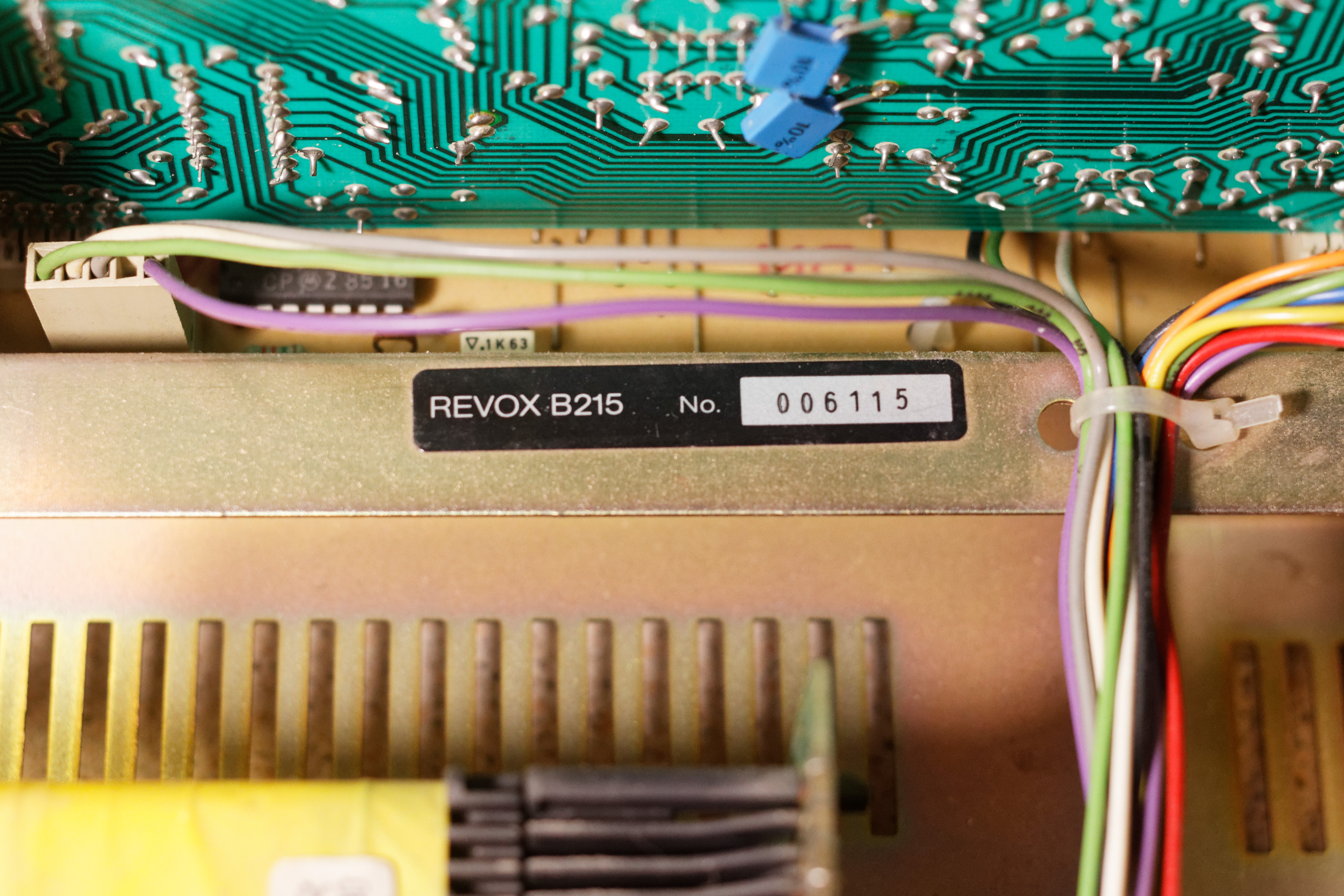
Seriale all'interno di un registratore a bobine Revox B215
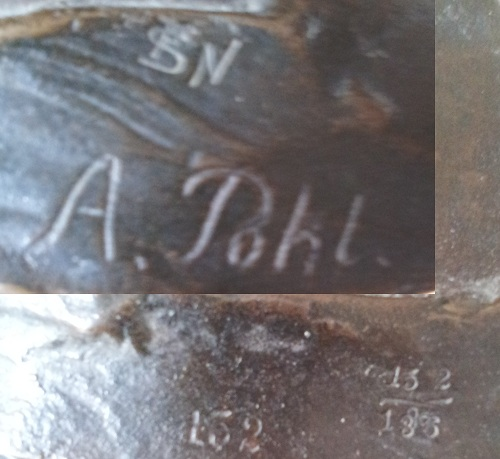
Esemplare numerato e firmato di scultura in metallo
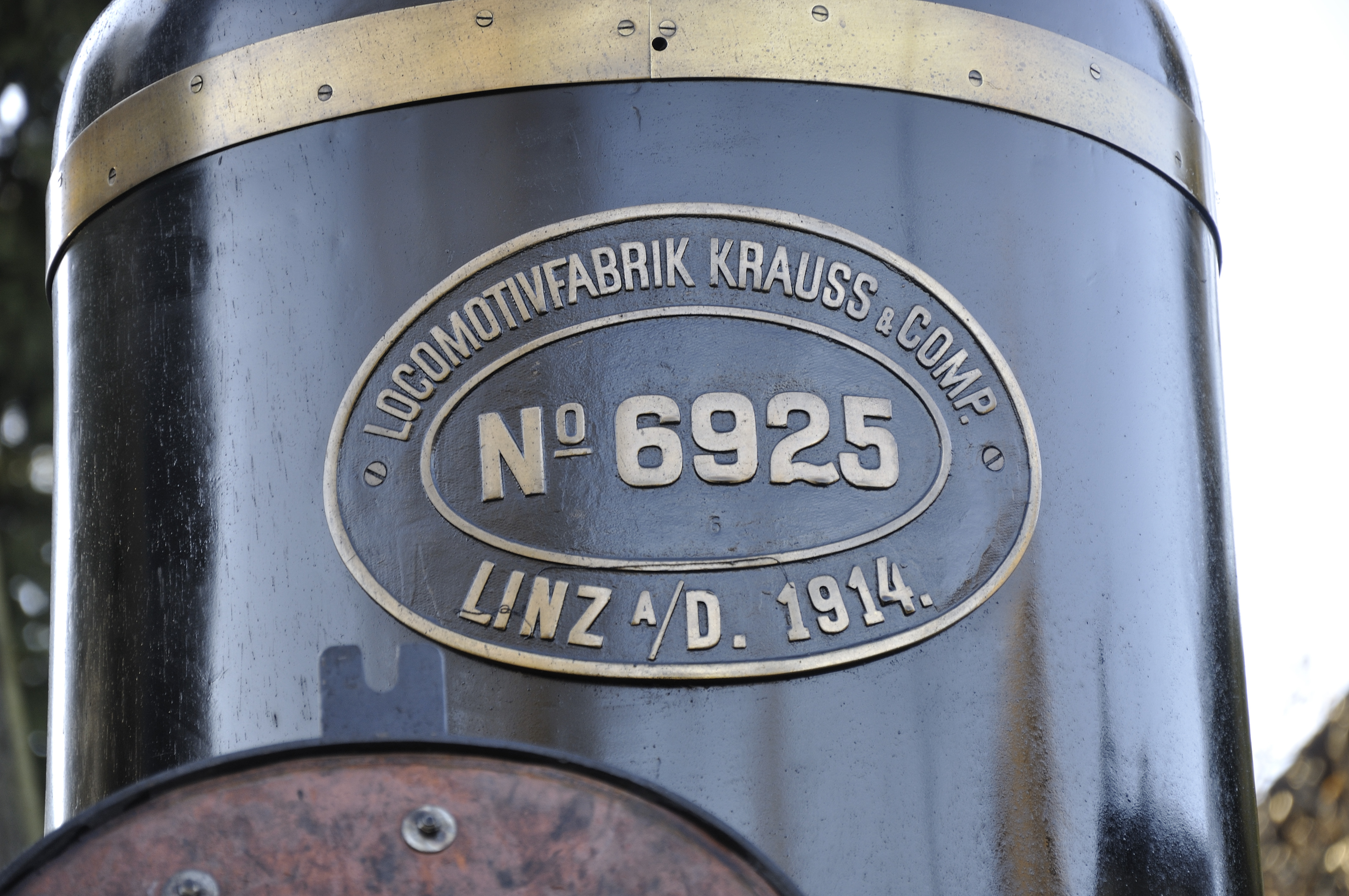
Seriale sul boiler di una locomotiva d'epoca
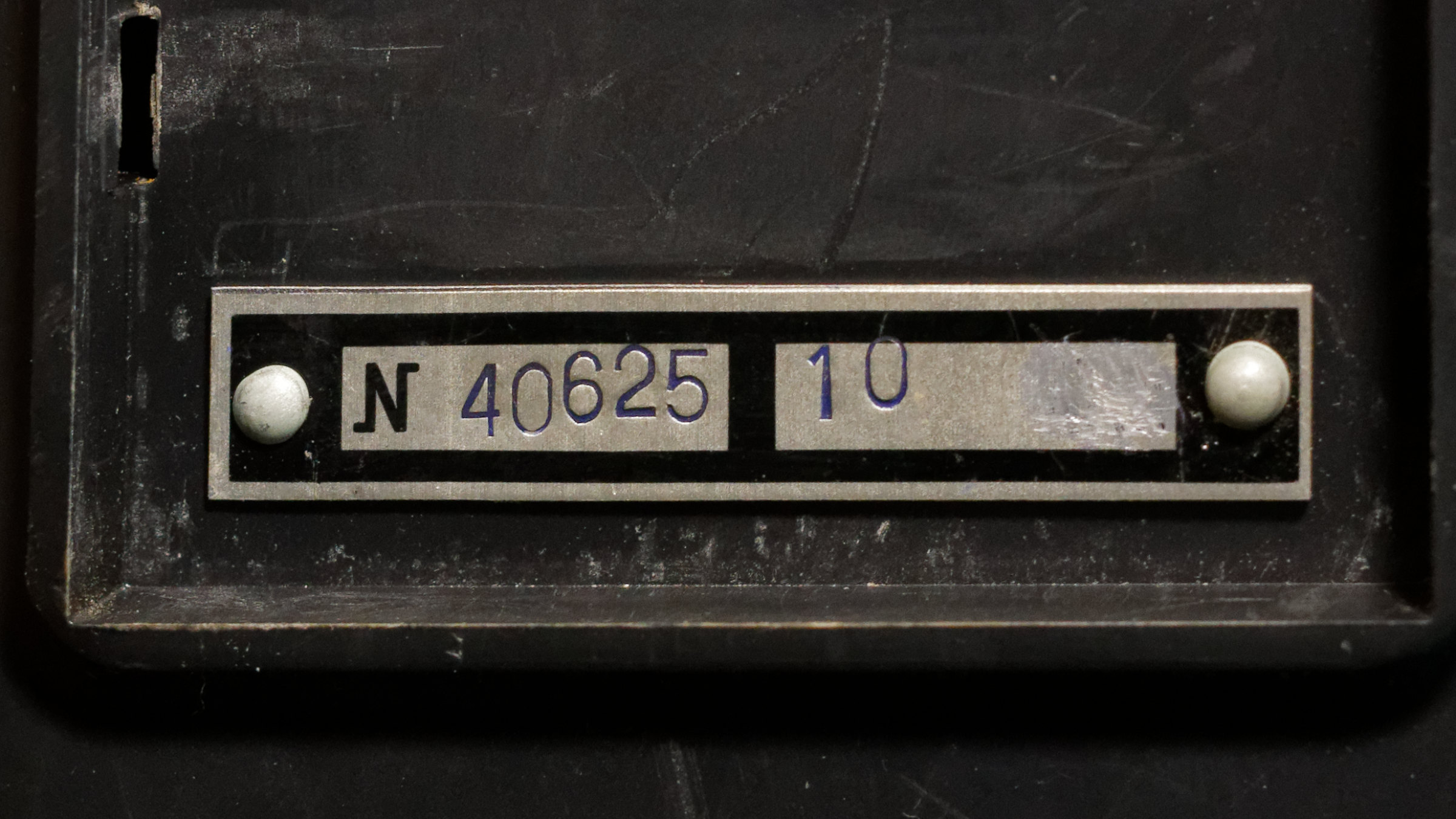
Seriale di un registratore a nastro Yauza 209
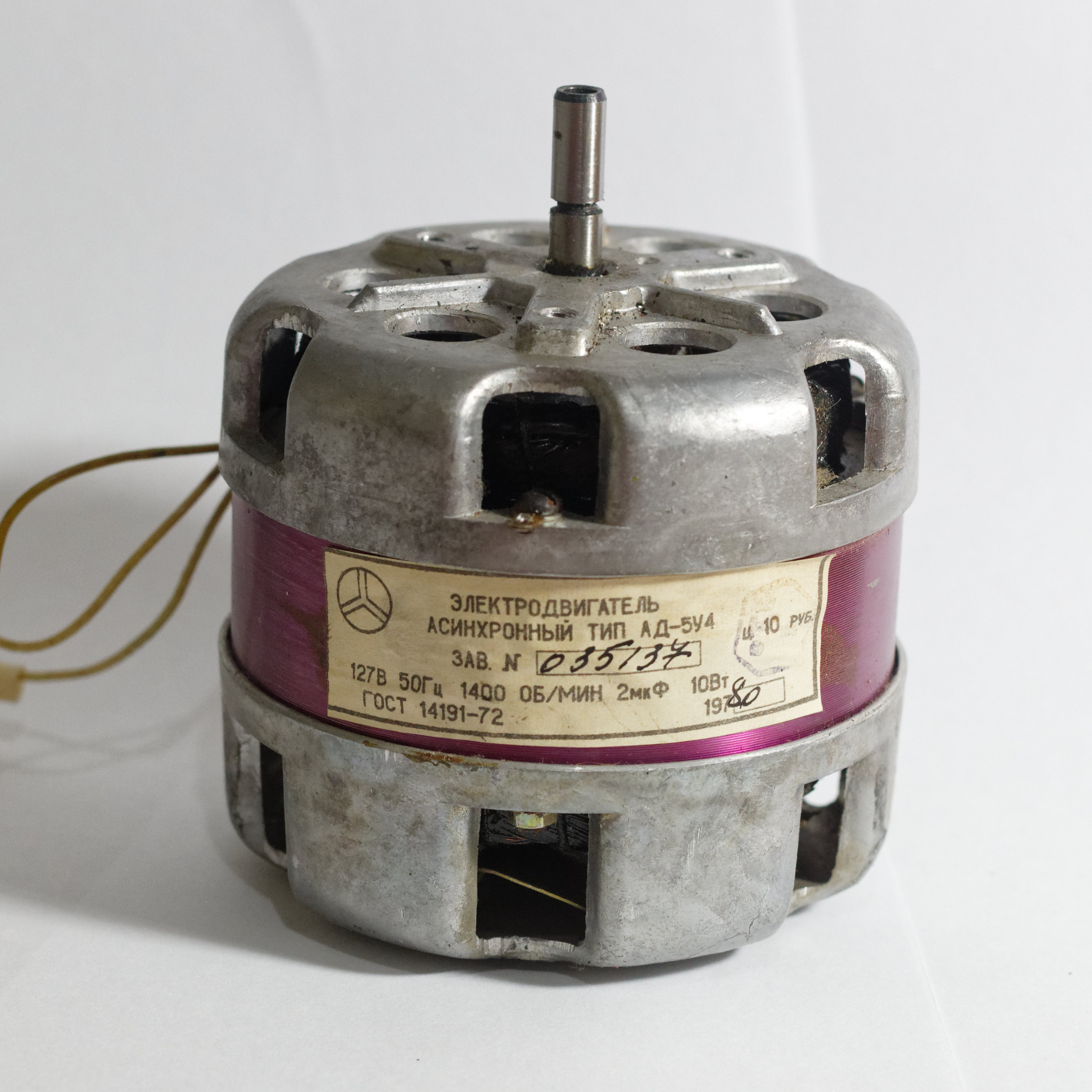
Seriale di uno dei motori di un registratore Yauza 209